# Évêché

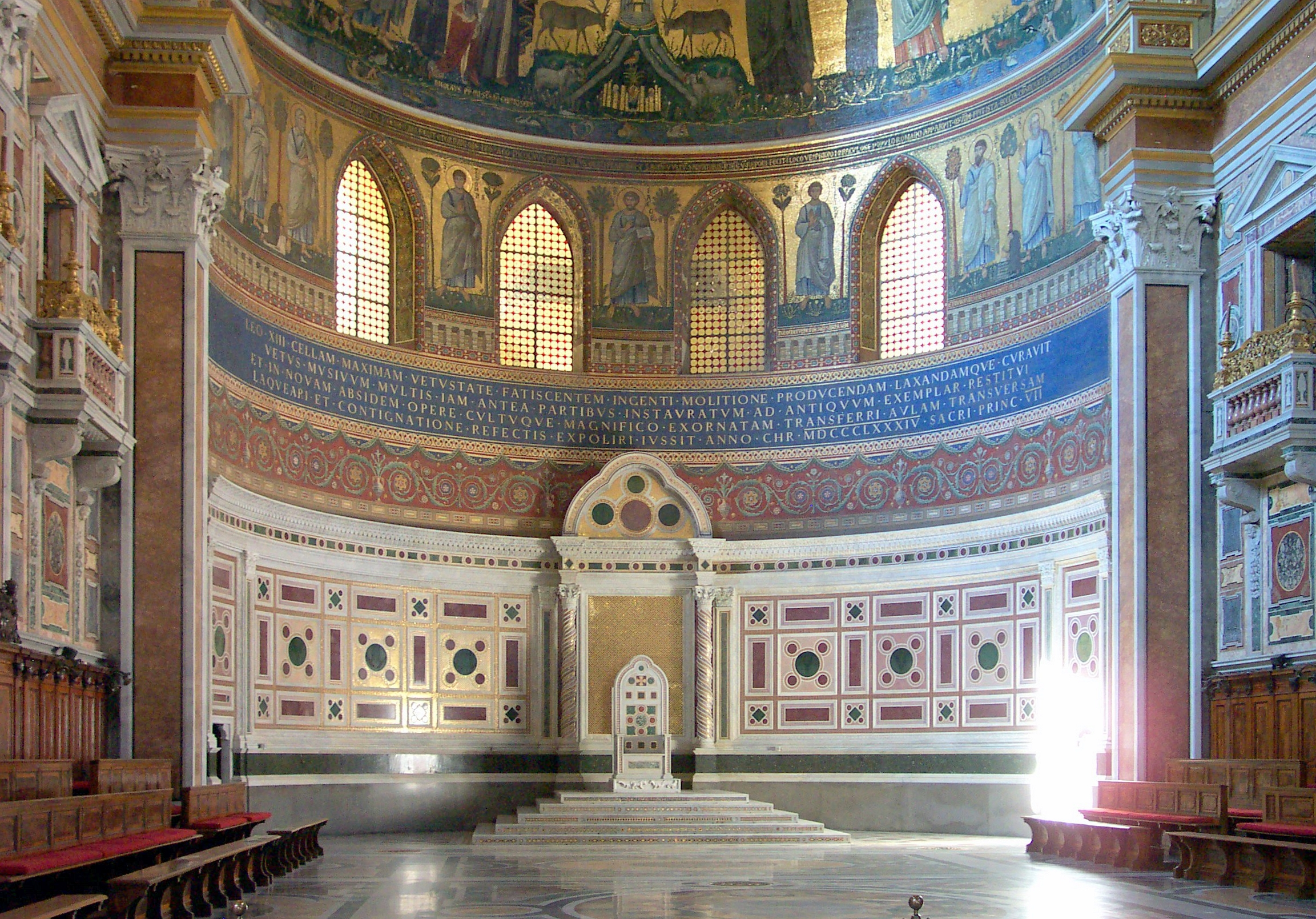
Le siège épiscopal du pape (Saint-Siège) dans la basilique Saint-Jean de Latran, la cathédrale de Rome.

Pour les articles homonymes, voir Évêché (homonymie).
L'évêché est, dans la tradition catholique, la plus petite communauté qui puisse être appelée « Église ». D'autres termes ont une signification proche sans être pleinement synonymes : le siège épiscopal, l'Église locale. Les Églises luthériennes de France parlent d'inspection ecclésiastique.

## La tradition de l'Église catholique

### Définition
L'évêché comprend :
- le siège épiscopal d'un évêque (episcopalis sedes) : une cathédrale (c'est-à-dire le lieu de la cathèdre, ou lieu du siège) avec un baptistère ;
- un évêque successeur des Apôtres, qui dispense les sacrements au nom de la Trinité ;
- les reliques des saints fondateurs ;
- une tradition liturgique ;
- un peuple de fidèles ;
- un territoire canonique, ou diocèse.

Un archevêché comprend, en plus, une primatie sur un ensemble d'autres évêchés.

### Les sens dérivés
Le sens du mot évêché peut toutefois s'étendre à :
1. La ville épiscopale où habite un évêque et où se trouve la cathédrale, c'est-à-dire l'église où il siège : par exemple, les neuf évêchés bretons ;
2. La résidence habituelle d'un évêque, c'est-à-dire l'édifice où il demeure, situé dans cette même ville : par exemple, l'évêché roman d'Angers. Cette résidence peut s'appeler aussi « palais épiscopal » ;
3. Le pays défini par l'espace géographique et humain de l'évêché : par exemple, les Trois-Évêchés de Lorraine formaient une province de France, aux XVIe et XVIIe siècles.

### L'usage actuel de certaines églises
Les mots évêché et diocèse ne sont donc pas synonymes. Pourtant, dans certaines communautés anglo-saxonnes ou latines, le mot diocèse tend aujourd'hui à remplacer le mot évêché, et à prendre le sens d'église locale.

## La tradition protestante
La théologie protestante ne connaît pas de prêtres au sens catholique. En effet, Luther s'est attaché au principe du sacerdoce universel, selon lequel chaque baptisé est « prophète, prêtre et roi » sous la seule seigneurie du Christ. Ce concept anéantit les principes de hiérarchie au sein de l'Église. Chaque baptisé a une place de valeur identique, y compris les ministres (dont les pasteurs font partie). Issus d'études de théologie et reconnus par l'Église, ils sont au service de la communauté pour l'annonce de la Parole de Dieu (prédication et sacrements) et les missions particulières qui en découlent. Les Églises protestantes connaissent deux situations :
1. Ministère épiscopal personnel impliquant l'existence d'un « évêché » :
  - chez les anglicans, chaque « province » (en fait, chaque Église indépendante) est organisée en évêchés, dont le gouvernement est confié au synode auxquels participent clercs et laïcs élus. Les anglicans revendiquent une succession apostolique ininterrompue : lors de la Réforme, l’Église catholique romaine d'Angleterre est devenue anglicane sans remplacement des évêques. L’administration de la « province » relève d'un synode général,
  - dans une partie des Églises luthériennes, méthodistes et quelques Églises réformées, il existe également un ministère épiscopal personnel, qui est une fonction de l'Église et non un ordre sacramentel. Les évêques sont élus par les synodes. Dans les Églises luthériennes de France, c'est l'inspecteur ecclésiastique, qui est un membre du corps pastoral, qui exerce un ministère de type épiscopal au sein d'une circonscription appelée inspection ;
2. Ministère épiscopal confié aux pasteurs : dans les autres Églises protestantes, au niveau de l'église locale, le ministère épiscopal est celui des pasteurs (traditionnellement élus), et collégialement des anciens. Le consistoire, ou conseil presbytéral, est élu par l'assemblée générale qui élit aussi, dans le système presbytéro-synodal, un certain nombre de délégués au synode. Au niveau d'une union nationale, le ministère d'unité est assuré par les synodes et conseils élus par eux. Au lieu d'évêché, on parle alors de « région » ; il existe un synode régional et un synode national.